# Kärlek och journalistik
Kärlek och journalistik är en svensk dramafilm från 1916 i regi av Mauritz Stiller. 

## Om filmen
Filmen premiärvisades 14 augusti 1916 i Malmö och Stockholm. Filmen spelades in vid Svenska Biografteaterns ateljé på Lidingö med exteriörer från Östra station, Birger Jarlsgatan, Johannesgatan i Stockholm samt Hersby skola på Lidingö av Gustaf Boge. Filmen är den äldsta av Stillers filmer som bevarats i ursprungligt skick.

## Rollista (i urval)
- Jenny Tschernichin-Larsson – statsrådinnan Bloomé
- Richard Lund – Eric Bloomé, hennes son, forskningsresande
- Stina Berg – Stina, "huskors" hos Bloomés
- Karin Molander – Hertha Weye, journalist
- Gucken Cederborg – Rosika Anunds, journalist
- Julius Hälsig – redaktionssekreteraren
- Helge Karlsson – stadsbudet
- Edith Wallén – en av flickorna som söker platsen som husa
- Paul Hagman – journalist vid tåget
- Carl-Harald – passagerare som stiger av tåget